# Göritz (Opfenbach)
Göritz (westallgäuerisch Gerits) ist ein Gemeindeteil der Gemeinde Opfenbach im bayerisch-schwäbischen Landkreis Lindau (Bodensee).

## Geographie
Das Dorf liegt circa einen halben Kilometer nordwestlich des Hauptorts Opfenbach und zählt zur Region Westallgäu.

## Ortsname
Der Ortsname leitet sich vermutlich vom Personennamen Gerolt ab.

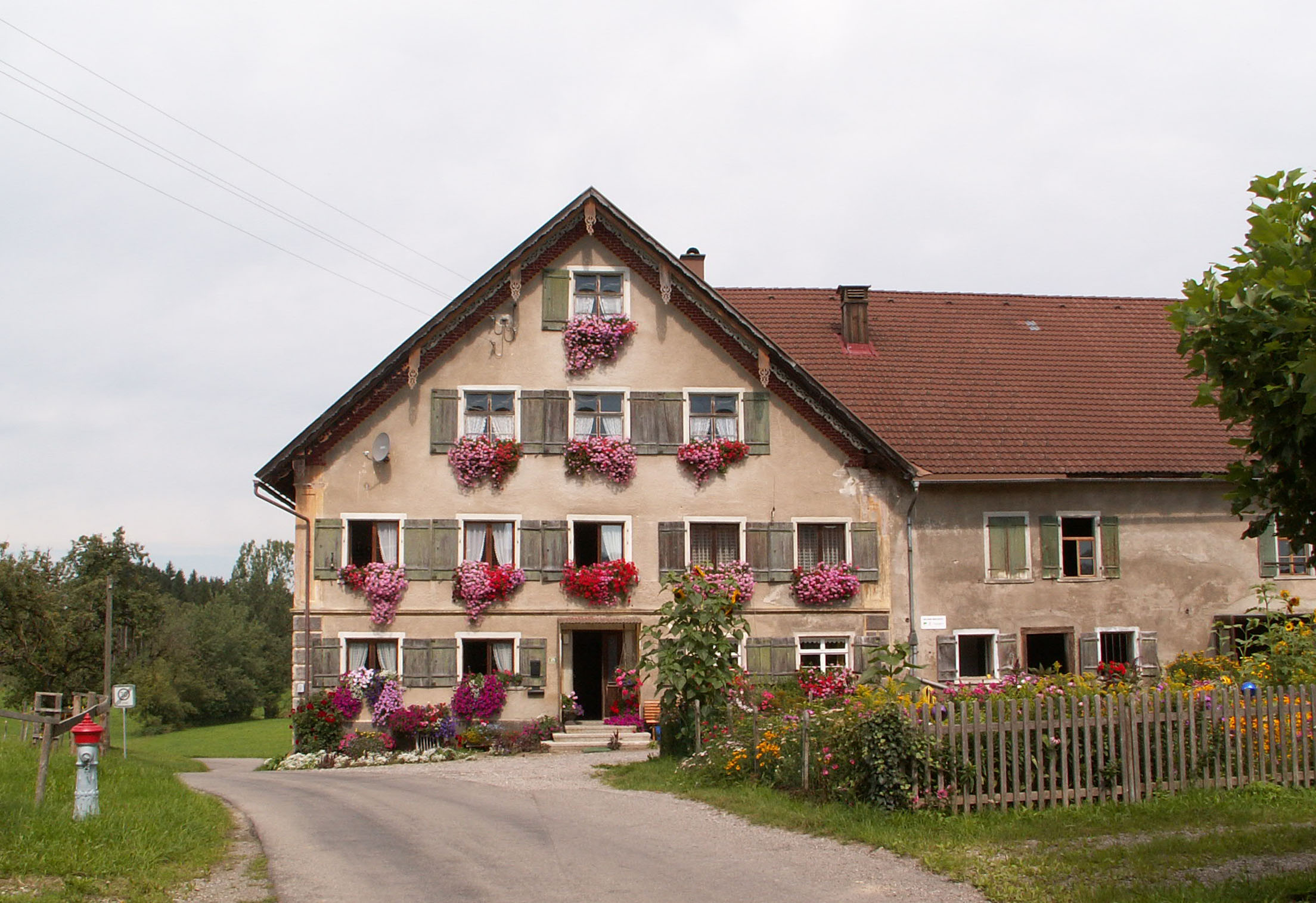
Bauernhof in Göritz (2006)

## Geschichte
Göritz wurde erstmals im Jahr 1472 als Geroltz urkundlich erwähnt. Einige Quellen gehen davon aus, dass Göritz als eine slawische Zwangssiedlung im 10. Jahrhundert entstand. Im Jahr 1770 fand die Vereinödung in Göritz mit 13 Teilnehmern statt.

## Sehenswürdigkeiten
Im Jahr 2005 zeichnete eine Delegation aus der Schweiz Göritz als Ort mit der längsten Säntisstraße in Süddeutschland aus.